# Coupe des clubs champions de l'océan Indien 2012
Navigation
Édition précédente Édition suivante
La Coupe des clubs champions de l'océan Indien 2012 est la deuxième édition de la compétition organisée par l'Union des fédérations de football de l'océan Indien. Elle oppose, du 14 mars 2012 au 10 juin 2012, cinq clubs provenant des Comores, de Madagascar, de Mayotte, de La Réunion et de Maurice.
Son organisation est difficile en raison de nombreuses incohérences et du calendrier des équipes.
Elle est remportée par le club malgache de la CNAPS Sport qui s'impose en finale, quatre buts à deux sur les deux rencontres, face au club réunionnais de la Saint-Pauloise FC.

## Clubs qualifiés
- AS Port-Louis 2000  - Champion de Maurice 2011
- Saint-Pauloise FC  - Champion de La Réunion 2011
- Fomboni Football Club  - Vice-champion des Comores 2011
- CNAPS Sport  - Vice-champion de Madagascar 2011
- ASC Abeilles M'tsamboro  - Champion de Mayotte 2011
- Saint-Michel United - Forfait  - Champion des Seychelles 2011

L’équipe de Saint-Michel United ne participe pas à la compétition. Le Japan Actuel's, champion de Madagascar 2011, est remplacé par son dauphin, CNAPS Sport.

## Phase de poules

### Poule A
| Rang | Équipe                  | Pts | J | G | N | P | Bp | Bc | Diff |  | Résultats (▼ dom., ► ext.) |  |     |     |
| ---- | ----------------------- | --- | - | - | - | - | -- | -- | ---- |  | -------------------------- |  | --- | --- |
| 1    | CNAPS Sport             | 6   | 2 | 2 | 0 | 0 | 10 | 0  | +10  |  | CNAPS Sport                |  | 2-0 | 8-0 |
| 2    | Fomboni Football Club   | 3   | 2 | 1 | 0 | 1 | 2  | 2  | 0    |  | Fomboni Football Club      |  |     | 2-0 |
| 3    | ASC Abeilles M'tsamboro | 0   | 2 | 0 | 0 | 2 | 0  | 10 | -10  |  | ASC Abeilles M'tsamboro    |  |     |     |

### Poule B
| Rang | Équipe                      | Pts | J | G | N | P | Bp | Bc | Diff |  | Résultats (▼ dom., ► ext.) |     |     |
| ---- | --------------------------- | --- | - | - | - | - | -- | -- | ---- |  | -------------------------- | --- | --- |
| 1    | Saint-Pauloise FC           | 6   | 2 | 2 | 0 | 0 | 9  | 3  | +6   |  | Saint-Pauloise FC          |     | 4-2 |
| 2    | AS Port-Louis 2000          | 0   | 2 | 0 | 0 | 2 | 3  | 9  | -6   |  | AS Port-Louis 2000         | 1-5 |     |
| 3    | Saint-Michel United forfait |     |   |   |   |   |    |    |      |  |                            |     |     |

## Finale
| 16 mai 2012 20h00 GMT | Saint-Pauloise FC      | 2 - 1 | CNAPS Sport | Stade Jean-Ivoula, Saint-Denis |                             |
|                       | Rasolofonirina 48e 60e |       | Simouri 18e | Arbitrage : Nantoo Pamandra    | Arbitrage : Nantoo Pamandra |

| 10 juin 2012 14h30 GMT | CNAPS Sport                                            | 3 - 0 | Saint-Pauloise FC | Stade Alexandre Rabemananjara, Majunga |                          |
|                        | Simouri 25e · Rajoarimanana 63e · Rakotoharimalala 71e |       |                   | Arbitrage : Ali Mohammed               | Arbitrage : Ali Mohammed |

## Meilleurs buteurs
Dernière mise à jour : 10 juin 2012
|   | Buteur                 | Club              | Buts | Matches |
| - | ---------------------- | ----------------- | ---- | ------- |
| 1 | Njiva Rakotoharimalala | CNAPS Sport       | 5    | 5       |
| 1 | Jimmy Simouri          | CNAPS Sport       | 4    | 5       |
| 3 | Antoine Rasolofonirina | Saint-Pauloise FC | 4    | 5       |
| 4 | Jérémy Basquaise       | Saint-Pauloise FC | 3    | 4       |

## Sources
- http://www.midi-madagasikara.mg/index.php/component/content/article/7-sports/1916-football-uffoi--ultimatum-du-japan-actuels